# Můstek (metrostation)
Můstek is een metrostation in Praag aan de lijnen A en B. Het station ligt onder de noordzijde van het Wenceslausplein, vlak bij de Maria Sneeuwkerk.
Het station Můstek werd geopend in 1978. Aanvankelijk werd het alleen bediend door lijn A, maar sinds 1985 kan men er overstappen op lijn B. In 2002 werd het station beschadigd door de overstromingen van de Moldau.
Nemocnice Motol · Petřiny · Nádraží Veleslavín · Bořislavka · Dejvická · Hradčanská · Malostranská · Staroměstská · Můstek · Muzeum · Náměstí Míru · Jiřího z Poděbrad · Flora · Želivského · Strašnická · Skalka · Depo Hostivař
Černý Most · Rajská zahrada · Hloubětín · Kolbenova · Vysočanská · Českomoravská · Palmovka · Invalidovna · Křižíkova · Florenc · Náměstí Republiky · Můstek · Národní třída · Karlovo náměstí · Anděl · Smíchovské nádraží · Radlická · Jinonice · Nové Butovice · Hůrka · Lužiny · Luka · Stodůlky · Zličín